# Obi-Wan Kenobi (personage)
Obi-Wan Kenobi, tijdens zijn ballingschap op Tatooine Ben genoemd, is een personage uit de negendelige Star Wars-saga. De rol van Obi-Wan Kenobi wordt door twee verschillende acteurs vertolkt. In Episode I, II, III en Obi-Wan Kenobi (1999-2022) wordt de rol vertolkt door Ewan McGregor. In Episode IV, V en VI (1977-1983) is dit sir Alec Guinness. In Episode VII (2015) en IX (2019) zijn beide acteurs te horen.

## Biografie
Obi-Wan Kenobi is een Jedi, een strijder in dienst van de Oude Republiek (of: Galactische Republiek). Hij is een hoofdpersonage in de zesdelige Star Warssaga. Obi-Wan is de Padawan (Jedi-leerling) van Qui-Gon Jinn. Als een Jedi-Ridder (en later als een Jedi-Meester) traint hij Anakin Skywalker in de wegen van de Kracht, en later diens zoon: Luke Skywalker. Hij is ook benoemd tot Jedi-Raadslid in Episode III.

## Episode I: The Phantom Menace
In Episode I is Obi-Wan de padawan (leerling) van Qui-Gon Jinn. Tijdens een missie naar de planeet Naboo die in eerste instantie over een simpel handelsgeschil lijkt te gaan, komt het tot een ware oorlog. Tijdens een tussenlanding op Tatooine, komt Obi-Wans Meester in contact met een mogelijke Uitverkorene (the Chosen One). Het is een jongen die Anakin Skywalker heet.
Obi-Wan en Qui-Gon brengen hem voor de Jedi-Raad, die negatief oordelen over Anakin. Maar na een hevige oorlog op Naboo, komen de leden van de Raad toch tot de conclusie dat Anakin mag worden getraind. Tijdens de Slag om Naboo wordt Qui-Gon gedood door de Sith Lord Darth Maul. Obi-Wan weet Maul te verslaan en krijgt de titel Jedi Knight (Jedi-Ridder). Omdat zijn Meester als laatste wens had dat Anakin zou worden opgeleid tot een Jedi, neemt Obi-Wan deze taak op zich. Hij wordt Anakins meester.

## Episode II: Attack of the Clones
In Episode II gaat Obi-Wan achter een premiejager aan met de naam Jango Fett. Het is 10 jaar na Episode I. Senator Amidala krijgt bedreigingen te verduren. Na een aanslag op haar leven, doet Obi-Wan onderzoek naar de moordenaar. Bepaalde aanwijzingen leiden hem naar de planeet Kamino. Daar komt hij er achter dat op de planeet een kloonleger wordt geformeerd en dat Fett de tussenpersoon van de opdrachtgever is van de moordaanslag op Amidala, maar al snel blijkt er veel meer aan de hand. De premiejager blijkt ook de donor voor het kloonleger. Obi-Wan volgt Fett (die reist met zijn zoontje van tien, een kloon van hemzelf, Boba) naar de planeet Geonosis. Daar ontdekt hij de opdrachtgever tot de aanslag op Amidala: Nute Gunray, onderkoning van de Handelsfederatie. Obi-Wan wordt echter gevangen genomen en nadat hij weigert zich aan te sluiten bij Count Dooku, een voormalige Jedi, veroordeeld tot de doodstraf. Anakin en Amidala zijn Obi-Wan gevolgd, maar ook gevangen genomen. Alle drie worden in een arena vastgebonden aan een grote zuil en aangevallen door grote, monsterlijke dieren. Ze krijgen hulp van Mace Windu (die Jango Fett onthoofdt) en ongeveer 200 andere jedi's. Daarop komt een droidleger, opgebouwd door Dooku, in actie. Veel Jedi's sneuvelen en het lijkt erop dat iedereen gedood zal worden. Op dat moment arriveert Yoda met een groot kloonleger waardoor de overlevenden, en dus ook Obi-Wan, zijn gered. Obi-Wan en Anakin gaan achter Dooku aan, maar delven beiden het onderspit. Yoda komt opnieuw op tijd en voorkomt dat Dooku hen doodt. Dooku ziet wel kans te vluchten. Een oorlog lijkt op handen. Het duurt niet lang of die oorlog komt op gang: de Kloonoorlogen zijn begonnen.

## Episode III: Revenge of the Sith
In Episode III komen de Kloonoorlogen op een verschrikkelijke manier ten einde. Obi-Wan wordt aangevallen door zijn eigen Clone Troopers. De opdracht wordt gegeven door de Kanselier van de Republiek, die een Sith blijkt te zijn. Order 66 treft elke Jedi in het melkwegstelsel. Obi-Wan's leerling, Anakin Skywalker, sluit zich aan bij de Sith en helpt de Kanselier bij de Jedi-moorden. Obi-Wan probeert Anakin nog te redden van de Duistere Kant op de lavaplaneet Mustafar, maar Anakin is niet meer over te halen. Zijn leerling is nu een Sith geworden met de Darth-titel Darth Vader. Na een hevig lichtzwaardduel wint Obi-Wan. Hij laat Anakin zwaargewond achter en gaat in ballingschap, net als Jedi-Meester Yoda. De kinderen van Anakin worden beschermd door ze naar adoptieouders te sturen. Het meisje Leia gaat naar Alderaan en het jongetje Luke gaat naar Tatooine. Ook Obi-Wan gaat hiernaartoe, om over Luke te waken.

## Obi-Wan Kenobi
In 2022 kwam de serie Obi-Wan Kenobi uit op Disney+. Ewan McGregor kroop nogmaals in de huid van Obi-Wan Kenobi en Hayden Christensen nam de rol van Darth Vader op. De opnames begonnen in 2021, waarna de nieuwe eerste twee afleveringen van de serie werden vrijgegeven op vrijdag 27 mei 2022 op Disney+. Het verhaal van de nieuwe Star Wars-serie vindt 10 jaar plaats na de gebeurtenissen in de film Star Wars: Revenge of the Sith, waar Obi-Wan Kenobi zijn beste vriend – en leerling – zich zag wenden tot de Dark Side en verder door het leven ging als de Sith Lord Darth Vader.

## Episode IV: A New Hope
Negentien jaar later, in Episode IV, leeft Obi-Wan nog steeds op Tatooine. Nadat de Republiek is overgegaan in het Galactische Keizerrijk, is hij daar in ballingschap. Nadat Keizerlijke Stormtroopers de oom en tante van Luke hebben vermoord in hun zoektocht naar verloren plannen, is er niets meer over voor de jonge Skywalker. Daarom gaat hij mee met de oude Obi-Wan, om getraind te worden in de Kracht. Net als zijn vader wil hij een Jedi worden. Obi-Wan sterft uiteindelijk eervol in de strijd, door het lichtzwaard van zijn voormalige leerling Darth Vader. Hij blijft echter aanwezig als een soort geest, indachtig zijn beroemde zegswijze: "If you strike me down, I shall become more powerful than you can possibly imagine".

## Episode V: The Empire Strikes Back
Obi-Wan is nu een met de Kracht. Tijdens een missie voor de Rebellenalliantie, waar Luke zich nu bij heeft aangesloten krijgt Luke een visioen van Kenobi. Hierin vertelt hij Skywalker dat hij naar de planeet Dagobah moet gaan. Daar zal hij worden getraind door Yoda. Luke geeft gehoor aan Obi-Wan's raad. Nadat Luke een korte training heeft gehad, wil hij de strijd aangaan met Darth Vader. Obi-Wan waarschuwt hem dat dit te vroeg is, maar Luke gaat al weg.

## Episode VI: Return of the Jedi
Na een lange periode van afwezigheid keert Luke terug naar Dagobah om zijn training af te maken onder Yoda. Maar Yoda is al oud en sterft, waarna hij verdwijnt en één wordt met de Kracht, net als Obi-Wan. Omdat Luke opheldering nodig heeft, verschijnt Obi-Wan Kenobi. Hij geeft Luke te kennen dat Darth Vader in werkelijkheid Anakin heet en Lukes doodgewaande vader is, omdat Vader dat had onthuld aan Skywalker. Luke wil hem redden, maar Obi-Wan geeft aan dat dit niet meer mogelijk is. Toch lukt het Luke om het goede in zijn vader naar boven te halen. De Uitverkorene weet de Sith Darth Sidious te verslaan en zo de balans te herstellen, maar Anakin is te zwak om verder te leven en overlijdt. Bij een overwinningsfeest op het Keizerrijk verschijnen de geesten van Yoda, Anakin Skywalker en Obi-Wan Kenobi samen om de vrede te vieren.

## Episode VII: The Force Awakens
In Episode VII maakt Obi-Wan Kenobi een cameo wanneer Rey het oude lichtzwaard van Luke (en eerder ook van Anakin) vastpakt en een Force visioen krijgt. Hierin is de zin "Rey... these are your first steps" te horen. Deze zin wordt gedeeld door Alec Guinness en Ewan McGregor: McGregor sprak voor deze film "These are your first steps" in, terwijl uit oude dialoog van Guinness "Rey" werd geknipt uit "afraid".

## Rol buiten de films
Obi-Wan Kenobi is een veelvoorkomend personage in het Star Wars Expanded Universe. Zo speelt hij rollen in de animatieseries Star Wars: Clone Wars en Star Wars: The Clone Wars. De Kloonoorlogen (The Clone Wars) spelen zich af tussen Episode II en Episode III.

## Leeftijd in de films
In A New Hope heeft Obi-Wan Kenobi, gespeeld door Alec Guinness (de acteur was 63 jaar toen deel vier in de bioscoop verscheen), een leeftijd die lijkt te passen bij een oudere man van rond de 75 jaar. In deel drie (gespeeld door Ewan McGregor; hij was 34 jaar bij de release van deel drie) daarentegen lijkt zijn leeftijd ongeveer 35 jaar te zijn. Het verschil echter tussen het eind van deel drie en het begin van deel vier is slechts 19 jaar en geen 40. De reden is dat het hete klimaat op de zandplaneet Tatooine iemand sneller laat verouderen.

## Vriendschap
De vriendschap tussen Obi-Wan Kenobi en Anakin Skywalker wordt verdiept in de animatieserie Star Wars: The Clone Wars, die aftrapte met een film in 2008. Deze serie speelt zich af tussen Episode II en III en gaat over de Kloonoorlogen die begonnen in Episode II en eindigen in Episode III.